# Fribourguniversitetet
Fribourguniversitetet (franska: Université de Fribourg, tyska: Universität Freiburg; ej att förväxla med Freiburgs universitet) är ett universitet i staden Fribourg i Schweiz.
Universitetet skapades 1889, men dess rötter kan spåras tillbaka till 1580 då jesuiten Petrus Canisius grundade Collège Saint-Michel där. Det är Schweiz enda tvåspråkiga universitet och har ca 10 000 studenter.